# Basilia Gürth
Basilia Gürth OSB (* 28. Juni 1923 in Wien; † 11. August 2018 St. Johann bei Herberstein) war Äbtissin des Klosters St. Gabriel Bertholdstein, Malerin und Glaskünstlerin.

## Leben
Basilia Gürth wurde 1923 in Wien als einziges Kind eines Verlagsdirektors und einer Lehrerin geboren. Sie studierte Malerei bei Karl Sterrer an der Akademie der bildenden Künste Wien. 1946 trat sie in das Benediktinerinnenkloster St. Gabriel im Schloss Bertholdstein bei Fehring in der Oststeiermark ein. Dort war sie nach der Profess Subpriorin, Priorin, Novizenmeisterin und leitete schließlich von 1989 bis zu ihrem Rücktritt im Mai 1998 das Kloster als Äbtissin.
Als Malerin und Künstlerin besuchte sie von 1959 bis 1963 die Meisterklasse bei Rudolf Szyszkowitz in Graz und in den Jahren 1968 bis 1972 die Internationale Sommerakademie für Bildende Kunst Salzburg. Sie wurde bekannt für ihre Glasfenster und Portraitmalereien. Im Laufe der Jahre schuf sie mehr als zweihundert Glasfenster, Fresken und Tafelbilder im In- und Ausland sowie zahlreiche Porträts von Kirchenmännern und -frauen und Stars aus Film und Oper (u. a. Nadja Tiller, Anneliese Rothenberger und Samy Molcho). Von ihr gestaltete Glasfenster befinden sich u. a. in der Franziskanerkirche in Graz, in der Kapelle des Landeskrankenhauses Vorau, im Kloster Marienkron, in Kremsmünster und im Wiener Stephansdom, außerdem in zahlreichen kleineren Kirchen und Kapellen. Sie wurde in Sankt Johann bei Herberstein bestattet.
1996 wurde sie mit dem Großen Goldenen Ehrenzeichen des Landes Steiermark ausgezeichnet.
Sie starb am 11. August 2011 im neuen Kloster der mittlerweile zur Kongregation der Benediktinerinnen der hl. Lioba übergetretenen Gemeinschaft in St. Johann bei Herberstein und ist auch dort begraben.